# Clara Sundgren
Clara Sundgren (født 24. maj 2005 i Upplands Väsby) er en cykelrytter fra Sverige, der senest kørte for Team Rytger p/b Carl Ras.